# 481
| 481                |
| ------------------ |
| Dødsfald - Fødsler |
|                    |

| Gregoriansk kalender | 481 CDLXXXI             |
| Ab urbe condita      | 1234                    |
| Armensk kalender     | I/T                     |
| Kinesiske kalender   | 3177 – 3178 庚申 – 辛酉 |
| Etiopisk kalender    | 473 – 474               |
| Jødisk kalender      | 4241 – 4242             |
| Hindukalendere       |                         |
| - Vikram Samvat      | 536 – 537               |
| - Shaka Samvat       | 403 – 404               |
| - Kali Yuga          | 3582 – 3583             |
| Iransk kalender      | 141 BP – 140 BP         |
| Islamisk kalender    | 145 BH – 144 BH         |

## Begivenheder
- Klodevig 1. bliver konge over frankerriget efter Childeriks død

## Dødsfald
- Den merovingiske hersker Childerik 1.

| År | Spire Denne artikel om et år, årti, århundrede eller årtusinde er en spire som bør udbygges. Du er velkommen til at hjælpe Wikipedia ved at udvide den. |